# Ullastrar

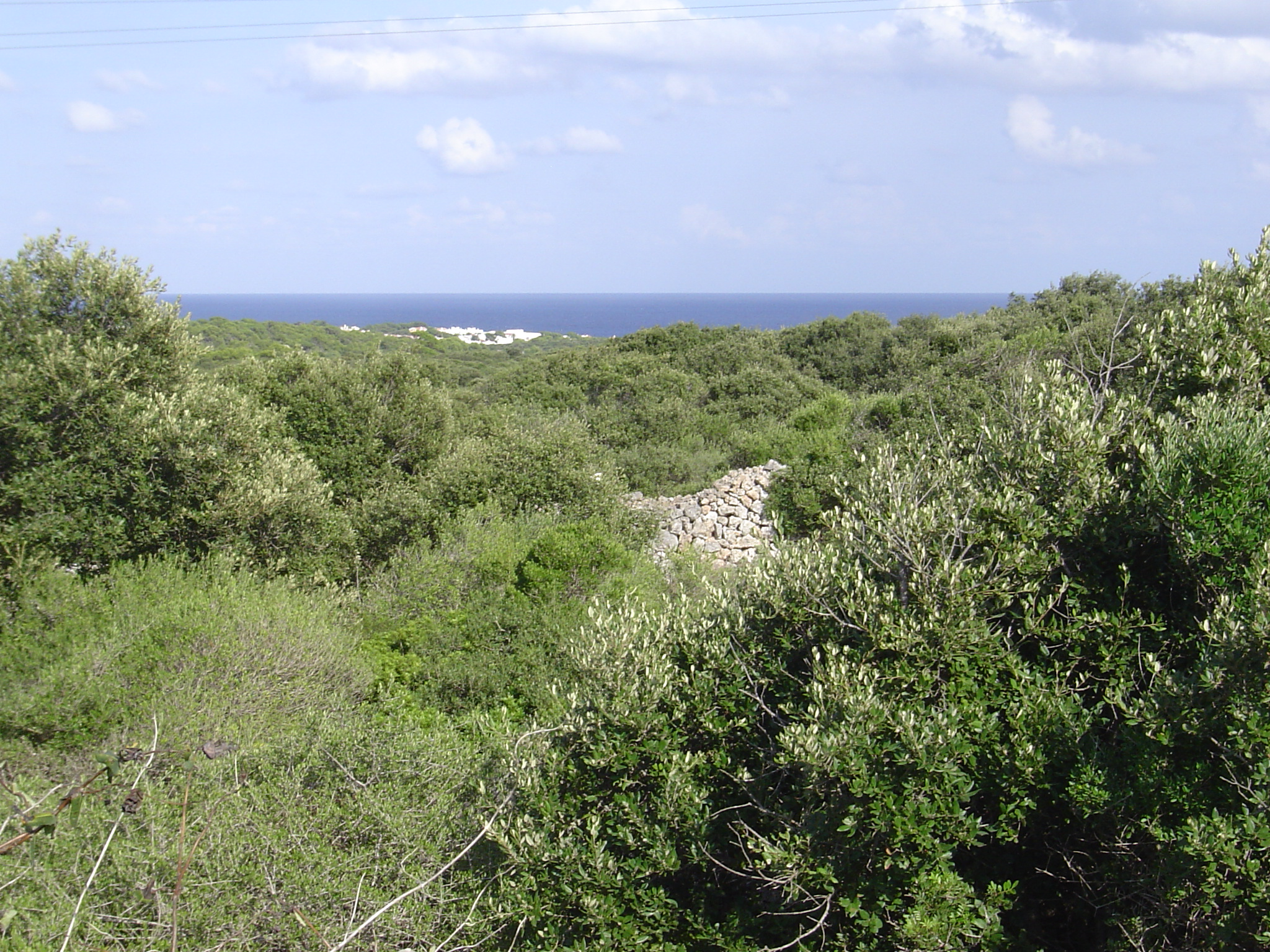
Una maquia de ullastrar menorquín.

El ullastrar menorquín (Prasio-Oleetum silvestris) es una maquia de carácter mediterráneo meridional: densa, a menudo impenetrable, que puede llegar a los dos o tres metros de altura. Está formada por plantas muy bien adaptadas a la falta de agua, con hojas perennes, duras, pequeñas, finas y espinescentes. Las especies dominantes son el olivo silvestre (Olea europaea sylvestris), el lentisco (Pistacia lentiscus), el aladierno (Phyllirea media), (Prasium majus) y la vitalba baleárica (Clematis cirrhosa balearica). Es una comunidad pobre en endemismos, pero muy diferente de les maquias que crecen en localidades análogas del litoral ibérico, ya que aquí no hay algarrobo (Ceratonia siliqua) ni coscoja (Quercus coccifera). No hay ni siquiera hierbas, mientras que en las maquias ibéricas el fenazo  (Brachypodium retusum) es muy abundante. El aspecto de esta comunidad es el mismo a lo largo de todo el año, a pesar de que en el verano las pocas plantas herbáceas que hay están secas. Esta monotonía estacional es debida a que las flores de los arbustos dominantes son pequeñas y a que nada más algunas especies secundarias, como la aulaga (Calicotome spinosa), pierden las hojas en las estaciones desfavorables.

## Clasificación botánica
El Prasio-Oleetum silvestris és una asociación vegetal que pertenece a la alianza Oleo-Ceratonion

Es el ullastrar que se encuentra en Menorca. Se caracteriza por tener como especies dominantes el olivo silvestre (Olea europaea var. silvestris) y el lentisco (Pistacia lentiscus], llamada localmente mata (nombre que demuestra su gran abundancia en la isla).

Este hecho le da un gran parecido fisonómico con los acebuchares de la Provenza francesa (bosque bajo muy denso con numerosas lianas). Pero si se compara la flora acompañante se encuentra que Menorca posee un buen número de especies meridionales ausentes allí (Prasium majus, Clematis cirrhosa Chamaerops humilis, Succowia balearica, Asparagus horridus, Asparagus albus, etc.).

## Comparación con la maquia mallorquina
A pesar de todo, el ullastrar es una maquia no tan seca como la de Mallorca (Cneoro-Ceratonietum). Un índice de la disminución de la xerofília es la presencia de algunas plantas mesófilas, como Tamus, y de algunas especies herbáceas: Geranium robertianum ssp. purpureum, Aetheorhiza, etc., raras en la maquia mallorquina, así como la desaparición o la rarificación de Ceratonia, Cneorum, etc. Por ello corresponde al clima más lluvioso de Menorca.
Ocupa, con el clímax o con la comunidad permanente, sobre todo espacios abiertos al viento del norte (tramuntana), que lleva pequeñas cantidades de sal procedente del mar. También hace la función de comunidad sustituyente del encinar menorquín, (Cyclamini-Quercetum ilicis), así sobre todo en forma de maquia o garriga dominada por Pistacia lentiscus.
Si se compara el ullastrar menorquín con el mallorquín las diferencias son menores (en Mallorca el olivo silvestre es menos abundante ya que también se mezcla con el algarrobo). De todas formas hay unas cuantas especies que caracterizan esta asociación y son:
- Prasium majus
- Succowia balearica
- Carex halleriana var. bracteosa
- Phillyrea latifolia var. rodriguezii
- Pulicaria odora
- Euphorbia pterococca

Se pueden distinguir dos variedades o sub-asociaciones del ullastrar menorquín:
- Con Euphorbia dendroides: Tiene como diferencia más significativa el tener Asphodelus aestivus y Cistus monspeliensis. Es una agrupación relativamente abierta, propia de hábitats rocosos. En zonas calcífugas encontramos Calicotome spinosa, Pulicaria odoray la estepa negra citada, en cambio, en hábitats calcícolas aparece el Brachypodium ramosumy el Salvia rosmarinus.
- Con Tamus communis: Tiene como plantas significativa el Ruscus aculeatus y la Euphorbia pterococca. Coloniza suelos profundos.